# La Cotonera
|  | No s'ha de confondre amb La Industrial Cotonera. |

La Cotonera era una casa-fàbrica situada als carrers d'en Ferlandina, Sant Vicenç i la Paloma, conservada parcialment.

## Història i descripció
El 1835, el fabricant de teixits Francesc Lloberas i el fabricant de blanqueig i tenyit de cotó Domènec Soley van adquirir en emfiteusi a Josepa de Gomis, vídua del comerciant Joan Pau Puget, i al seu fill Rafael Puget i de Gomis, un hort i unes casetes al carrer de Valldonzella (antigament Natzaret), a cens de 1.650 lliures anuals. El desembre del 1839, van demanar permís per a urbanitzar els terrenys amb l'obertura dels nous carrers del Lleó, Tigre, Paloma i Cérvol (actualment Sant Vicenç).
El 1841, el tintorer Pau Puech els va adquirir en emfiteusi una parcel·la als carrers d'en Ferlandina, Cérvol i Paloma al costat de la fàbrica de Manuel Tey i Cia, on va fer construir una casa-fàbrica dedicada a la filatura de llana, equipada amb una màquina de vapor de 16 CV construïda per la casa Diot (Lió). El 1844 es va presentar a l'Exposició Industrial de Barcelona amb «tejidos de mezcla para chalecos, sarjil, muselina de lana y pañuelos de vários colores.», i el 1845 va vendre l'edifici i la màquina de vapor a Santiago Poch i Daniel, Serafí Romeu, Pau Puig, Joan i Josep Clot, Tomàs Padró i Oller i Tomàs Resa i Colls, per 6.800 i 3.000 duros, respectivament. Segons la carta de pagament de les obres, que començaren el maig del 1845 i acabaren el juny de l'any següent, aquestes consistiren en la construcció d'un edifici d'habitatges de planta baixa i tres pisos i una fàbrica de cinc «quadres», i hi intervingueren el mestre d'obres Josep Calçada, el fuster Joan Robert, el serraller Antoni Pons, el fonedor Ramon Riu, el vidrier Agustí Rovira, el pintor Joan Parés, i fabricant de xarxes de filferro Sebastià Vallmitjana.
A finals del 1846 es va constituir la societat comanditària Puig i Resa, amb Pau Puig com a director de la fàbrica i Tomàs Resa com a director financer. El capital era de 118.000 duros, aportats pels socis en metàl·lic, excepte Puig, que ho feu en maquinària. El maig del 1847, les desavinences entre Puig i Resa van provocar la renúncia del primer, quedant la societat amb el nom de Resa i Cia. Poc després, el juliol del mateix any, Resa renuncià per motius de salut i fou substituït per Miquel Padró i Oller, que donaria el seu nom a l'empresa. El 1851 es van fer unes noves escriptures, quedant Salvador Montané com a soci col·lectiu i la resta com a comanditaris. El març del 1853 es va constituir la societat anònima La Cotonera (La Algodonera), dedicada a la filatura, teixidura i aprest de gèneres de cotó. El seu capital era de 3 milions de rals, distribuït en 600 accions de 5.000 rals (250 duros) cadascuna, del qual 118.000 duros (2.360.000 rals) eren aportats per la societat Salvador Montané i Cia per la casa-fàbrica del carrer d'en Ferlandina, 28 (actual 34). La seu i la fàbrica es trobaven al mateix edifici i el magatzem en un de veí. La força motriu era proporcionada per una màquina de vapor de 36 CV, amb dues calderes, i hi treballaven 140 obrers.
El juliol del 1854, la fàbrica va patir el conflicte de les selfactines, i els locals foren ocupats i destruïdes deu testeres. Tanmateix, l'empresa es va refer, i el 1856 va repartir un dividend del 17%, però a partir d'aleshores només els repartí en quatre exercicis. Finalment, fou víctima de l'anomenada «fam de cotó», provocada pel bloqueig dels ports de la Confederació durant la Guerra de Secessió americana (1861-1865), que va fer augmentar fortament els preus de la floca. Al final del 1865, la societat acordà la dissolució i el nomenament d'una comissió liquidadora. En aquell moment, les accions cotitzaven a la Borsa de Barcelona al 50% del valor nominal.

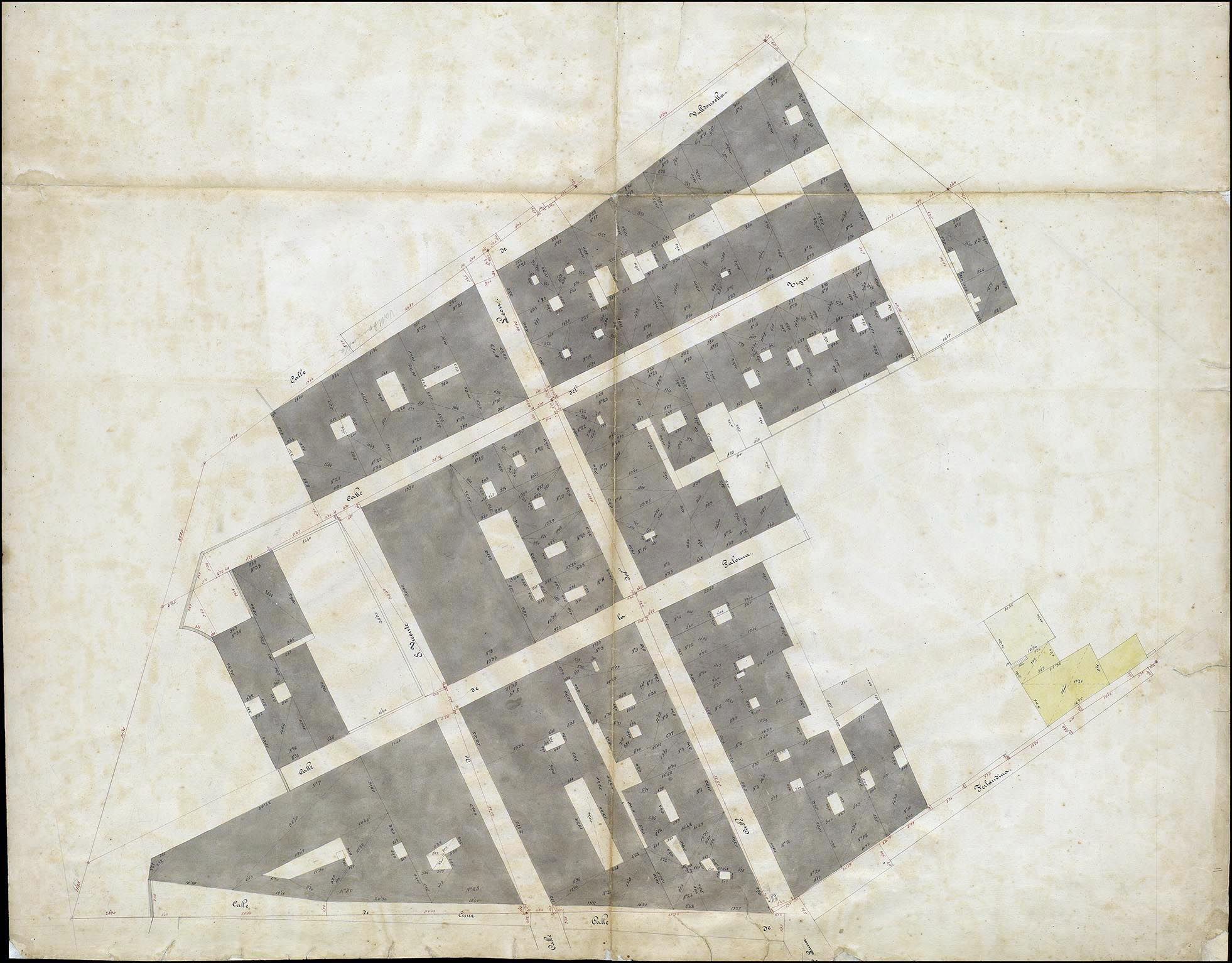
Quarteró núm. 72 de Garriga i Roca (c. 1860)